# بجغرد
بجغرد (بالفارسية: بجگرد) هي قرية تقع في قسم سهروفيروزان الريفي (مقاطعة فلاورجان) في إيران. يقدر عدد سكانها بـ 1,511 نسمة .